# Soccket
SOCCKET es una pelota de fútbol que aprovecha y almacena la energía conseguida durante el juego para su posterior uso como fuente de energía portátil en áreas de escasos recursos.  Es el producto estrella de Uncharted Play, Incorporated.
"El aprovechamiento de la pasión" Lema de la empresa, Uncharted Play.

## Historia
Jessica Lin, Julia Silverman, Jessica O. Matthews, Hemali Thakkar, estudiantes universitarios de Harvard, y Aviva Presser, estudiante de posgrado de la misma universidad, fueron los inventores registrados en la patente inicial. 
Los prototipos iniciales de la pelota aparecieron por primera vez en los medios a principios de 2010. La versión producida en masa del balón fue una idea original de Uncharted Play, Inc., una empresa social fundada por dos de los inventores originales, Jessica O. Matthews y Julia C. Silverman. Se trata de un startup de tecnología dedicara a la creación de productos que generen energía renovable. 
La idea surgió tras un viaje que realizó Matthews, que apenas contaba con 19 años, para asistir a una boda familiar. Durante la celebración, hubo cortes de luz y sus familiares recurrieron a un generador eléctrico que generaba mucho humo. En aquel momento, según cuenta la misma creadora, se comprometió a idear una fuente de energía limpia y renovable para todas las zonas del mundo que carecen de esta, o se ven limitados a usar sustancias altamente tóxicas, como son el queroseno. Además, bajo la premisa de no sólo conseguir este objetivo, sino unificar la idea con un aspecto entretenido, como es el deporte; en este caso, el fútbol.

## Funcionamiento
Soccket aprovecha la energía cinética producida tras un partido de fútbol, y la transforma en eléctrica. Además, incluye una extensión de lámpara LED que puede ser conectada directamente sobre el balón, o ser utilizado para cargar un móvil. 30 minutos de juego equivalen a 3 horas de luz, con una salida de energía de 6 watt.

### Tecnología MORE
La pelota utiliza la Tecnología MORE para generar y almacenar energía; la cual se basa en la composición y estructura del producto:
Posee por dentro una bobina de inducción con un imán con forma de péndulo, el cual se mueve rápidamente paralelamente a los movimientos exteriores que tiene la pelota (durante el juego de fútbol). Tras capturar la energía cinética, la almacena en un condensador donde restará hasta ser reutilizada como una fuente de poder alternativa, renovable, sostenible y exenta de la red eléctrica convencional.
La adaptación con otros aparatos electrónicos es posible gracias a un adaptador CA oculto detrás de uno de los paneles hexagonales que posee el balón. Soccket se trata de la primera pelota capaz de retribuir energía sencillamente por dinamismo, gracias a su composición: está construido a base de un caucho etileno-acetato de vinilo suave; material impermeable, resistente y a su vez, sensible al tacto.
Soccket no requiere de aire, ya que ha sido diseñado para que no se desinfle. Posee una capa para el agua que lo protege y evita que sufra daños o represente un peligro para el usuario.
En su totalidad pesa 482 gramos, 28.3 gramos más que un balón convencional, o 17 onzas (1 más que uno normal)

## Ventajas
Además de representar una tecnología innovadora, este método de producción de energía permite reducir el uso de contaminantes como el queroseno, sustancia altamente tóxica que puede provocar diversos problemas respiratorios, y reemplazarlos con otra fuente de energía limpia y segura.

## Objetivo
El objetivo principal de Soccket, más allá del entretenimiento, es representar una fuente de energía para poblaciones con pocos recursos, con acceso limitado a la electricidad.
Hoy en día un 7% de la población no tiene acceso a una red eléctrica convencional; según la ONU, hay 1.200 millones de personas sin acceso a la misma; de acuerdo a las estadísticas de UNICEF, sólo uno de cada cinco personas tendrán facilidad a fuentes de energía electrónica.
Soccket nace con el objetivo de eliminar gradualmente esta diferencia, con una fuente de energía limpia, segura y reutilizable.

Hasta ahora ha sido testeado en distintas zonas con dificultades económicas, alrededor de Norteamérica, Sudamérica y África.
“Imagina un mundo en el que, cuando se pone el sol, quedas imposibilitado de ver algo. Esa es la realidad de 1,3 mil millones de personas, y una realidad que nos propusimos resolver”, declaró Jessica Matthews, cofundadora de Uncharted Play, empresa creada por las ingenieras.

## Financiación
El proyecto ha conseguido una financiación de más de 92 mil euros, una cifra bastante superior a la meta (75mil). 
Entre las celebridades que han colaborado económicamente con esta iniciativa destacan el filántropo Bill Gates, el futbolista David Villa, el actor Ashton Kutcher y el expresidente de los Estados Unidos Bill Clinton.
Actualmente Soccket sigue buscando financiamiento económico para expandir su proyecto. Poseen una campaña en Kickstarter, una plataforma de micromecenazgo para proyectos creativos, que cuenta con más de 1000 patrocinadores.
Otra forma de financiar el proyecto es mediante la página web oficial de Uncharted Play, la compañía detrás del producto. Es posible donar un balón a un niño en un país en vías de desarrollo a través de diversas organizaciones afiliadas. Cada pelota tiene un precio de $60 USD.
Tras el impacto positivo que ha recibido el proyecto, se plantea añadir al Soccket un adaptador para carga móvil y un medidor que advierta la cantidad de energía almacenada.

## Pavegen
A pesar de no estar directamente correlacionadas, Pavegen y Uncharted Play son dos empresas aliadas en su objetivo por contribuir a la creación de fuentes de energía innovadoras para zonas de escasos recursos. Además, ambos enfocan sus creaciones en la integración de tecnologías junto al deporte.
Pavegen se trata de un startup que resembró canchas de césped sintético con baldosas inteligentes en Nigeria y Brasil. Durante la noche, la energía almacenada es transformada en electricidad que alumbra el barrio y el partido.

## Reacción de medios de comunicación
The Soccket fue inscrito en el cuadrante "Highbrow" y "Brilliant" de la "Approval Matrix" de Nueva York el 8 de febrero de 2010.
Se ha informado, por parte de los destinatarios, que en repetidas ocasiones el Soccket se ha roto rápidamente después de su primer uso

## Precio
Se estima que en un futuro el balón pueda salir al mercado, en una producción a masa, con un precio de 99 dólares.

## Lectura de interés
- Boyd, Clark (18 de febrero de 2010). "sOccket: Pelota de fútbol por Día, Luz por Noche". Boyd, Clark (18 de febrero de 2010). «sOccket: Soccer Ball by Day, Light by Night». Discovery News. Discovery. Archivado desde el original el 1 de mayo de 2012. Consultado el 12 de diciembre de 2017. Descubrimiento.
- "Viniendo pronto: Un fútbol que teléfono celular de poderes". «Coming soon: A football that powers cell phone». Economic Times. 6 de julio de 2010. Archivado desde el original el 5 de marzo de 2016. Consultado el 12 de diciembre de 2017. 6 de julio de 2010.
- VanHemert, Kyle (12 de junio de 2010). "Una Pelota de Fútbol para Alumbrar Naciones En desarrollo". VanHemert, Kyle (12 de junio de 2010). «A Soccer Ball To Light Up Developing Nations». Gizmodo. Archivado desde el original el 2 de septiembre de 2018. Consultado el 12 de diciembre de 2017.
- Entrenador, Mark (7 de octubre de 2014). "Pelota de fútbol por día, leyendo luz por noche". Trainer, Mark (7 de octubre de 2014). «Soccer ball by day, reading light by night». ShareAmerica.